# Superliga Greciei
Superliga Greciei (greacă Σούπερ Λίγκα Ελλάδα) este cea mai importantă competiție din sistemul fotbalistic din Grecia. Campionatul începe pe la mijlocul lui august și se termină pe la sfârșitul lunii mai.

## Clasamentul UEFA
Coeficientul UEFA în 2020
- 16  (20)  Prima Ligă Scoțiană
- 17  (14)  Superliga Greacă
- 18  (19)  Superliga Serbiei
- 19  (15)  Prva HNL
- 20  (17)  Superliga Elvețiană
- 21  (22)  Allsvenskan

## Istoric
Primele încercări de introducere și răspândire a fotbalului în Grecia apar în jurul anului 1895, și a început să se răspândească după Olimpiada din 1896, care a fost inclusă în programul jocurilor. Multe cluburi au început să înființeze divizii de fotbal, în timp ce au fost înființate și primele cluburi de top. Primii ani, până în 1912, campionatul a fost organizat de Asociația Elenă de Atletism Amator (SEGAS). După războaiele balcanice și primul război mondial, s-au format două asociații de fotbal, una organizând o ligă de fotbal la Atena și Pireu, iar una făcând același lucru la Salonic. În 1922–1923 a fost creată o nouă federație: asociația corporațiilor sportive (EPSE), care plănuiește să organizeze un nou campionat, pentru prima dată cluburile din Salonic urmau să participe, dar acest lucru a fost în cele din urmă imposibil din cauza problemelor organizatorice și financiare. Noua federație a fost dizolvată în același an.
La 14 noiembrie 1926 a luat ființă Federația Elenă de Fotbal (EPO), iar în 1927–1928 s-a organizat primul campionat de fotbal, la care echipele de top, Olympiacos, Panathinaikos și AEK Atena s-au retras din campionatul național din cauza fricțiunilor cu federația, invocând dezacorduri cu privire la distribuirea veniturilor către echipele din campionat. Pe măsură ce primul campionat sub EPO a scăzut în venituri și dimensiune, federația a cedat și cele trei echipe au fost reinstalate în iulie 1928. La acea vreme, era un play-off între campionii regionali. Evenimentele inițiale s-au desfășurat cu echipe din Atena, Pireu și Salonic, cu excepția celor provinciale.
Fondată în 1927 cu numele de Panhelenic, campionatul de fotbal din Grecia și-a schimbat denumirea de câteva ori, fie din motive de reformare, fie din motive de publicitate și sponsorizare.
- 1927 - 1959 : Campionatul Panhelenic 
- 1960 - 1979 : Alpha Ethniki – Liga Națională 
- 1980 - 2006 : Alpha Ethniki – Liga Profesionistă 
- 2007 - 2019 până în prezent : Super League
- 2020 - până în prezent : Super League 1
În vara anului 1959, ligile regionale au fost unificate într-un singur campionat, un punct de reper în istoria fotbalului grec. Crearea unui campionat sub forma unei singure divizii naționale permanente, mai degrabă decât modul în care s-a desfășurat până atunci cu participarea echipelor selectate de competițiile locale, a fost o cerință atât a statului cât și a UEFA. Din 1959–1960, liga de top a fost formată în forma sa actuală, numită Alpha Ethniki, liga devenind profesionistă începând cu sezonul 1979–1980. Numele Alpha Ethniki a fost păstrat până în 2005-2006, când a fost redenumită în Super League, cu extinderea ofertelor de distribuție și fără extinderea formatului ligii. Odată cu restructurarea din 2019, pentru sezonul următor 2019–2020, asociația profesionistă de fotbal „Super League Greece Limited Liability Company” a fost redenumită „Super League 1 Greece Limited Liability Company”, totodată, a fost stabilită utilizarea VAR- ului.
La 19 ianuarie 1979, în parlamentul elen a fost adoptat un proiect de lege în temeiul căruia cluburile de fotbal au devenit societăți comerciale de fotbal (PAE sau ΠΑΕ în greacă). Asociația Companiilor Incorporate de Fotbal (EPAE, ΕΠΑΕ în greacă), sub supravegherea HFF, a deținut de atunci responsabilitatea de a deține campionatul, Makis Ithakisios fiind ales primul său președinte. Inițial, acțiunile erau deținute de uniunea sportivă de care aparțineau cluburile de fotbal. Cu toate acestea, la scurt timp, oameni de afaceri greci proeminenți (proprietari de nave, magnați de petrol, bancheri etc.) au început să achiziționeze noile PAE-uri prin cumpărarea majorității acțiunilor lor și apoi majorându-și capitalul social, transformând astfel fotbalul grec într-o afacere complet comercializată și foarte profitabilă. pentru deceniile ce vor urma.

## Campioane
În prezent, Super League 1 este compusă din 14 cluburi care concurează între ele. Într-un sezon regulat se dispută 26 etape, fiecare echipă beneficiază de șansa de a juca 13 etape acasă, adică pe teren propriu și alte 13 etape în deplasare, adică pe terenul adversarului. Pentru a se decide campioana, după încheierea sezonului regulat, echipele clasate pe primele 4 poziții vor intra în play-off, în Grupa de Campionat, la fel va trebui să joace între ele, disputând alte 6 etape, 3 acasă și 3 în deplasare. După finalul play-off-ului, echipa care se clasează pe prima poziție va fi declarată Campioana Greciei.
Dacă până în 2019, Campioana era încoronată după un sezon regulat, începând cu sezonul 2019–2020 până în sezonul 2023–2024, de la introducerea play-off-ului și play-out-ului, Campioana se decidea prin participarea în play-off a celor mai bune 6 echipe clasate după un sezon regulat, unde fiecare echipă va juca una împotriva celeilate de doua ori. Echipele de pe locurile 7 până la 14 se vor duela în play-out pentru menținerea în prima ligă, urmând ca ultimele 2 echipe să retrogradeze. O dată cu sezonul 2024–2025, conducerea Super League 1 vine cu o nouă modificare, ca la finalul sezonului regulat echipele să fie împărțite în trei grupe: Campionat (de la locul 1 până la locul 4, echipele se vor lupta pentru un titlu de campioană); Europa (de la locul 5 până la 8, echipele se vor duela pentru ultimul loc disponibil care duce în Conference League) și Retrogradare (de la locul 9 până la 14). În cele două grupe Campionat și Europa, fiecare echipă va juca un total de 6 meciuri, pe când cele din grupa de retrogradare vor juca 10 meciuri, după care ultimele două echipe retrogradează, urmând ca locul lor să fie preluate de cele mai bune două echipe din a doua ligă.
| Sezon | Campioană | Locul 2 | Locul 3 | Sezon | Campioană | Locul 2 | Locul 3 | Sezon | Campioană | Locul 2 | Locul 3 |

| 2024 | PAOK          | AEK Atena      | Olympiacos    | 2025 | Olympiacos    | Panathinaikos  | PAOK             | 2026 |               |               |               |
| 2021 | Olympiacos    | PAOK           | Aris Salonic  | 2022 | Olympiacos    | PAOK           | Aris Salonic     | 2023 | AEK Atena     | Panathinaikos | Olympiacos    |
| 2018 | AEK Atena     | PAOK           | Olympiacos    | 2019 | PAOK          | Olympiacos     | AEK Atena        | 2020 | Olympiacos    | PAOK          | AEK Atena     |
| 2015 | Olympiacos    | Panathinaikos  | PAOK          | 2016 | Olympiacos    | Panathinaikos  | AEK Atena        | 2017 | Olympiacos    | PAOK          | Panathinaikos |
| 2012 | Olympiacos    | Panathinaikos  | PAOK          | 2013 | Olympiacos    | PAOK           | Asteras Tripolis | 2014 | Olympiacos    | PAOK          | Atromitos     |
| 2009 | Olympiacos    | PAOK           | Panathinaikos | 2010 | Panathinaikos | Olympiacos     | PAOK             | 2011 | Olympiacos    | Panathinaikos | AEK Atena     |
| 2006 | Olympiacos    | AEK Atena      | Panathinaikos | 2007 | Olympiacos    | AEK Atena      | Panathinaikos    | 2008 | Olympiacos    | AEK Atena     | Panathinaikos |
| 2003 | Olympiacos    | Panathinaikos  | AEK Atena     | 2004 | Panathinaikos | Olympiacos     | PAOK             | 2005 | Olympiacos    | Panathinaikos | AEK Atena     |
| 2000 | Olympiacos    | Panathinaikos  | AEK Atena     | 2001 | Olympiacos    | Panathinaikos  | AEK Atena        | 2002 | Olympiacos    | AEK Atena     | Panathinaikos |
| 1997 | Olympiacos    | AEK Atena      | OFI Creta     | 1998 | Olympiacos    | Panathinaikos  | AEK Atena        | 1999 | Olympiacos    | AEK Atena     | Panathinaikos |
| 1994 | AEK Atena     | Panathinaikos  | Olympiacos    | 1995 | Panathinaikos | Olympiacos     | PAOK             | 1996 | Panathinaikos | AEK Atena     | Olympiacos    |
| 1991 | Panathinaikos | Olympiacos     | AEK Atena     | 1992 | AEK Atena     | Olympiacos     | Panathinaikos    | 1993 | AEK Atena     | Panathinaikos | Olympiacos    |
| 1988 | Larissa       | AEK Atena      | PAOK          | 1989 | AEK Atena     | Olympiacos     | Panathinaikos    | 1990 | Panathinaikos | AEK Atena     | PAOK          |
| 1985 | PAOK          | Panathinaikos  | AEK Atena     | 1986 | Panathinaikos | OFI Creta      | AEK Atena        | 1987 | Olympiacos    | Panathinaikos | OFI Creta     |
| 1982 | Olympiacos    | Panathinaikos  | PAOK          | 1983 | Olympiacos    | Larissa        | AEK Atena        | 1984 | Panathinaikos | Olympiacos    | Iraklis       |
| 1979 | AEK Atena     | Olympiacos     | Aris Salonic  | 1980 | Olympiacos    | Aris Salonic   | Panathinaikos    | 1981 | Olympiacos    | AEK Atena     | Aris Salonic  |
| 1976 | PAOK          | AEK Atena      | Olympiacos    | 1977 | Panathinaikos | Olympiacos     | PAOK             | 1978 | AEK Atena     | PAOK          | Panathinaikos |
| 1973 | Olympiacos    | PAOK           | Panathinaikos | 1974 | Olympiacos    | Panathinaikos  | Aris Salonic     | 1975 | Olympiacos    | AEK Atena     | PAOK          |
| 1970 | Panathinaikos | AEK Atena      | Olympiacos    | 1971 | AEK Atena     | Panionios      | Panathinaikos    | 1972 | Panathinaikos | Olympiacos    | AEK Atena     |
| 1967 | Olympiacos    | AEK Atena      | Panathinaikos | 1968 | AEK Atena     | Olympiacos     | Panathinaikos    | 1969 | Panathinaikos | Olympiacos    | Aris Salonic  |
| 1964 | Panathinaikos | Olympiacos     | AEK Atena     | 1965 | Panathinaikos | AEK Atena      | Olympiacos       | 1966 | Olympiacos    | Panathinaikos | AEK Atena     |
| 1961 | Panathinaikos | Olympiacos     | Panionios     | 1962 | Panathinaikos | Olympiacos     | Smyrnis          | 1963 | AEK Atena     | Panathinaikos | Olympiacos    |
| 1958 | Olympiacos    | AEK Atena      | Panathinaikos | 1959 | Olympiacos    | AEK Atena      | Panionios        | 1960 | Panathinaikos | AEK Atena     | Olympiacos    |
| 1955 | Olympiacos    | Panathinaikos  | Smyrnis       | 1956 | Olympiacos    | Ethnikos Pireu | Panathinaikos    | 1957 | Olympiacos    | Panathinaikos | Smyrnis       |
| 1951 | Olympiacos    | Panionios      | Iraklis       | 1953 | Panathinaikos | Olympiacos     | Aris Salonic     | 1954 | Olympiacos    | Panathinaikos | AEK Atena     |
| 1947 | Olympiacos    | Iraklis        | Panionios     | 1948 | Olympiacos    | Smyrnis        | PAOK             | 1949 | Panathinaikos | Olympiacos    | Aris Salonic  |
| 1939 | AEK Atena     | Iraklis        | –             | 1940 | AEK Atena     | PAOK           | –                | 1946 | Aris Salonic  | AEK Atena     | Olympiacos    |
| 1936 | Olympiacos    | Panathinaikos  | Smyrnis       | 1937 | Olympiacos    | PAOK           | Panathinaikos    | 1938 | Olympiacos    | Smyrnis       | Aris Salonic  |
| 1932 | Aris Salonic  | Panathinaikos  | Smyrnis       | 1933 | Olympiacos    | Aris Salonic   | AEK Atena        | 1934 | Olympiacos    | Iraklis       | –             |
| 1928 | Aris Salonic  | Ethnikos Pireu | Atromitos     | 1930 | Panathinaikos | Aris Salonic   | Olympiacos       | 1931 | Olympiacos    | Panathinaikos | Aris Salonic  |

## Palmares
| Club Sportiv | Titluri | Prima oară | Ultima oară | Locul | Prima oară | Ultima oară | Locul | Prima oară | Ultima oară | Podium |

| Olympiacos       | 48 | 1931 | 2025 | 18 | 1949 | 2019 | 13 | 1930 | 2024 | 79 |
| Panathinaikos    | 20 | 1930 | 2010 | 25 | 1931 | 2025 | 18 | 1937 | 2017 | 63 |
| AEK Atena        | 13 | 1939 | 2023 | 20 | 1946 | 2024 | 18 | 1933 | 2020 | 52 |
| PAOK             | 4  | 1976 | 2024 | 12 | 1937 | 2022 | 12 | 1948 | 2025 | 28 |
| Aris Salonic     | 3  | 1928 | 1946 | 3  | 1930 | 1980 | 9  | 1931 | 2022 | 15 |
| Larissa          | 1  | 1988 |      | 1  | 1983 |      | -  | -    | -    | 2  |
| Iraklis          | -  | -    | -    | 3  | 1934 | 1947 | 2  | 1951 | 1984 | 5  |
| Smyrnis          | -  | -    | -    | 2  | 1938 | 1948 | 5  | 1932 | 1962 | 7  |
| Panionios        | -  | -    | -    | 2  | 1951 | 1971 | 3  | 1947 | 1961 | 5  |
| Ethnikos Pireu   | -  | -    | -    | 2  | 1928 | 1956 | -  | -    | -    | 2  |
| OFI Creta        | -  | -    | -    | 1  | 1986 | -    | 2  | 1987 | 1997 | 3  |
| Atromitos        | -  | -    | -    | -  | -    | -    | 2  | 1928 | 2014 | 2  |
| Asteras Tripolis | -  | -    | -    | -  | -    | -    | 1  | 2013 | -    | 1  |

## Performanțe după oraș
Cele șase cluburi care au câștigat campionatul provin dintr-un total de patru orașe:
| Oraș    | Titluri | Cluburi sportive                   |
| ------- | ------- | ---------------------------------- |
| Pireu   | 48      | Olympiacos (48)                    |
| Atena   | 33      | Panathinaikos (20), AEK Atena (13) |
| Salonic | 7       | PAOK (4), Aris (3)                 |
| Larissa | 1       | AEL Larissa (1)                    |

## Rivalități
Olympiakos vs. Panathinaikos
Cea mai mare rivalitate din campionatul grec este desigur cea dintre Panathinaikos și Olympiakos numită Derby-ul dușmanilor eterni (Derby of the Eternal Enemies în engleză și Ντέρμπι των αιωνίων αντιπάλων în greacă), este cel mai așteptat meci al sezonului. Este unul dintre cele mai prestigioase derby-uri din lumea fotbalului. Acest derby vede în principal două clase sociale opuse și împarte orașul Atena în nopțile meciurilor în care huliganismul a început să crească în ultimii ani. Ciocnirile cu forțele de ordine sau între suporterii rivali sunt frecvente în timpul meciurilor care implică aruncarea bombelor fumigene. Olympiacos este echipa care a câștigat de cele mai multe ori acest derby cu 90 de victorii împotriva a 57 și 80 de remize.
Olympiakos vs. PAOK
După rivalitatea cu clubul trifoiului, clubul Pireu are ca dușman și clubul PAOK Salonic. Rivalitatea dintre aceste două cluburi se explică prin tensiunile dintre nordul și sudul Greciei sau dintre orașele Atena - Pireu și Salonic. Rivalitatea a crescut mai ales când jucătorul vedetă al lui PAOK, Giorgos Koudas era pe cale să se transfere la Olympiacos în 1966, dar nu s-a știut niciodată dacă transferul a fost forțat sau dacă a acceptat. A început să joace meciuri amicale cu Pireul, dar Dictatura Colonelilor (și Costas Aslanidis care a început să controleze transferurile între echipe) l-a forțat pe Koudas să meargă să-și facă serviciul militar la Salonic. A revenit la PAOK, dar fanii nordici au fost frustrați de această decizie și acest incident a alimentat rivalitatea. Astăzi, Olympiacos a câștigat cele mai multe derby-uri cu 103 de victorii împotriva a 63 pentru PAOK și 37 remize.

## Clasament all-time (începând cu 1959-60)
Acest tabel este un clasament all-time al tuturor rezultatelor, punctelor, și golurilor pentru fiecare echipă care a evoluat în prima ligă greacă de fotbal, începând cu sezonul 1959. Tabelul este actualizat la finele sezonului 2011–12.
| Poz | Echipa            | Sezoane | Puncte | Meciuri | Victorii | Remize | Înfrângeri | GM   | GP   | Dif  | 1  | 2  | 3  | Prima ap. | Începând cu/ Ultima ap. | Apogeu |
| --- | ----------------- | ------- | ------ | ------- | -------- | ------ | ---------- | ---- | ---- | ---- | -- | -- | -- | --------- | ----------------------- | ------ |
| 1   | Olympiacos        | 53      | 3651   | 1690    | 1097     | 360    | 233        | 3330 | 1290 | 2040 | 24 | 15 | 8  | 1959–60   | 1959–60                 | 1      |
| 2   | Panathinaikos     | 53      | 3585   | 1690    | 1072     | 369    | 249        | 3314 | 1305 | 2009 | 17 | 13 | 14 | 1959–60   | 1959–60                 | 1      |
| 3   | AEK Atena         | 53      | 3219   | 1690    | 998      | 394    | 208        | 3172 | 1484 | 1688 | 9  | 16 | 13 | 1959–60   | 1959–60                 | 1      |
| 4   | PAOK              | 53      | 2856   | 1690    | 802      | 450    | 439        | 2549 | 1681 | 868  | 2  | 3  | 8  | 1959–60   | 1959–60                 | 1      |
| 5   | Aris Salonic      | 51      | 2431   | 1626    | 662      | 445    | 520        | 2018 | 1759 | 259  | –  | 1  | 4  | 1959–60   | 2006–07                 | 2      |
| 6   | Iraklis           | 51      | 2274   | 1626    | 609      | 447    | 570        | 2047 | 1940 | 107  | –  | –  | 1  | 1959–60   | 2010–11                 | 3      |
| 7   | Panionios         | 51      | 2103   | 1622    | 556      | 435    | 632        | 1939 | 2071 | –132 | –  | 1  | 1  | 1959–60   | 1997–98                 | 2      |
| 8   | OFI               | 37      | 1599   | 1190    | 454      | 274    | 462        | 1525 | 1536 | –11  | –  | 1  | 2  | 1968–69   | 2011–12                 | 2      |
| 9   | Apollon Athens    | 37      | 1416   | 1202    | 365      | 321    | 516        | 1294 | 1563 | –269 | –  | –  | 1  | 1959–60   | 1999–2000               | 3      |
| 10  | Ethnikos Piraeus  | 36      | 1394   | 1164    | 356      | 326    | 482        | 1305 | 1552 | –247 | –  | –  | –  | 1959–60   | 1998–99                 | 4      |
| 11  | Larissa           | 26      | 1103   | 836     | 294      | 221    | 321        | 948  | 1038 | –90  | 1  | 1  | –  | 1973–74   | 2010–11                 | 1      |
| 12  | Skoda Xanthi      | 25      | 944    | 730     | 255      | 179    | 296        | 872  | 950  | –78  | –  | –  | –  | 1989–90   | 1989–90                 | 4      |
| 13  | Panachaiki        | 26      | 917    | 852     | 230      | 227    | 395        | 849  | 1255 | –406 | –  | –  | –  | 1969–70   | 2002–03                 | 4      |
| 14  | Panserraikos      | 24      | 813    | 784     | 202      | 207    | 375        | 684  | 1075 | –391 | –  | –  | –  | 1965–66   | 2010–11                 | 8      |
| 15  | Doxa Drama        | 21      | 737    | 670     | 187      | 176    | 307        | 706  | 984  | –287 | –  | –  | –  | 1959–60   | 2011–12                 | 6      |
| 16  | Kavala            | 19      | 715    | 638     | 190      | 145    | 303        | 605  | 894  | –289 | –  | –  | –  | 1969–70   | 2010–11                 | 6      |
| 17  | PAS Giannina      | 17      | 639    | 546     | 165      | 144    | 237        | 579  | 741  | –162 | –  | –  | –  | 1974–75   | 2011–12                 | 5      |
| 18  | Apollon Kalamaria | 20      | 621    | 616     | 143      | 192    | 281        | 550  | 875  | –325 | –  | –  | –  | 1959–60   | 2007–08                 | 9      |
| 19  | Ionikos F.C.      | 16      |        |         |          |        |            |      |      |      |    |    |    | 1989-90   | 2006–07                 | 5      |
| 20  | Proodeftiki       | 15      | 505    | 474     | 121      | 142    | 211        | 493  | 679  | –186 | –  | –  | –  | 1959–60   | 2003–04                 | 4      |
| 21  | Veria             | 12      | 415    | 392     | 105      | 100    | 187        | 339  | 538  | –199 | –  | –  | –  | 1966–67   | 2012–13                 | 9      |
| 22  | Atromitos Athens  | 11      | 385    | 346     | 94       | 103    | 149        | 310  | 468  | –158 | –  | –  | –  | 1972–73   | 2009–10                 | 4      |
| 23  | Levadiakos        | 11      | 368    | 346     | 97       | 77     | 172        | 345  | 524  | –179 | –  | –  | –  | 1974–75   | 2011–12                 | 7      |
| 24  | Kastoria          | 10      | 350    | 336     | 89       | 83     | 164        | 316  | 517  | –201 | –  | –  | –  | 1974–75   | 1996–97                 | 8      |
| 25  | Athinaikos        | 9       | 343    | 302     | 90       | 73     | 139        | 300  | 422  | –122 | –  | –  | –  | 1990–91   | 2000–01                 | 6      |
| 26  | Olympiakos Volos  | 9       | 318    | 298     | 83       | 69     | 146        | 270  | 446  | –176 | –  | –  | –  | 1967–68   | 2010–11                 | 5      |
| 27  | Paniliakos        | 7       | 249    | 230     | 66       | 51     | 113        | 261  | 358  | –97  | –  | –  | –  | 1995–96   | 2003–04                 | 7      |
| 28  | Fostiras          | 7       | 243    | 226     | 61       | 60     | 105        | 225  | 348  | –123 | –  | –  | –  | 1960–61   | 1973–74                 | 9      |
| 29  | Kalamata          | 7       | 239    | 234     | 58       | 65     | 111        | 235  | 374  | –139 | –  | –  | –  | 1972–73   | 2000–01                 | 9      |
| 30  | Trikala           | 7       | 211    | 226     | 53       | 52     | 121        | 238  | 398  | –160 | –  | –  | –  | 1964–65   | 1999–2000               | 11     |
| 31  | Ergotelis         | 6       | 200    | 180     | 52       | 44     | 84         | 177  | 241  | –64  | –  | –  | –  | 2004–05   | 2006–07                 | 8      |
| 32  | Asteras Tripoli   | 5       | 189    | 150     | 48       | 45     | 57         | 141  | 154  | –13  | –  | –  | –  | 2007–08   | 2007–08                 | 6      |
| 33  | Edessaikos        | 5       | 188    | 170     | 52       | 32     | 86         | 212  | 290  | –78  | –  | –  | –  | 1992–93   | 1996–97                 | 9      |
| 34  | Panegialios       | 6       | 186    | 180     | 48       | 42     | 90         | 157  | 278  | –121 | –  | –  | –  | 1959–60   | 1965–66                 | 13     |
| 35  | PAS Korinthos     | 5       | 174    | 170     | 46       | 36     | 88         | 155  | 264  | –109 | –  | –  | –  | 1979–80   | 1992–93                 | 10     |
| 36  | Vyzas             | 4       | 155    | 132     | 42       | 29     | 61         | 152  | 213  | –61  | –  | –  | –  | 1966–67   | 1969–70                 | 7      |
| 37  | Niki Volos        | 5       | 141    | 150     | 34       | 39     | 77         | 136  | 249  | –113 | –  | –  | –  | 1961–62   | 1965–66                 | 11     |
| 38  | Rodos             | 4       | 136    | 136     | 36       | 28     | 72         | 138  | 228  | –90  | –  | –  | –  | 1978–79   | 1982–83                 | 11     |
| 39  | Ethnikos Asteras  | 4       | 132    | 124     | 36       | 24     | 64         | 126  | 204  | –78  | –  | –  | –  | 1998–99   | 2001–02                 | 10     |
| 40  | Kerkyra           | 4       | 117    | 120     | 28       | 43     | 59         | 116  | 159  | –43  | –  | –  | –  | 2004–05   | 2010–11                 | 12     |
| 41  | Kallithea         | 4       | 110    | 120     | 24       | 38     | 58         | 133  | 181  | –48  | –  | –  | –  | 2002–03   | 2005–06                 | 9      |
| 42  | Panelefsiniakos   | 3       | 94     | 98      | 20       | 34     | 44         | 92   | 156  | –64  | –  | –  | –  | 1961–62   | 1998–99                 | 15     |
| 43  | Akratitos         | 4       | 90     | 116     | 22       | 24     | 70         | 112  | 219  | –107 | –  | –  | –  | 2001–02   | 2005–06                 | 11     |
| 44  | Panetolikos       | 3       | 86     | 94      | 19       | 28     | 47         | 65   | 127  | –62  | –  | –  | –  | 1975–76   | 2011–12                 | 15     |
| 45  | Panthrakikos      | 3       | 81     | 90      | 22       | 15     | 53         | 74   | 132  | –58  | –  | –  | –  | 2008–09   | 2012–13                 | 10     |

Statut în fotbalul grecesc în 2012–13:
|  | Superliga Greacă 2012–13  |
|  | Football League 2012–13   |
|  | Football League 2 2012–13 |
|  | Delta Ethniki 2012–13     |
|  | Campion Local 2012–13     |
|  | Club desființat           |

## Event-uri
| - 1939 - AEK Atena - 1947 - Olympiakos - 1951 - Olympiakos - 1954 - Olympiakos - 1957 - Olympiakos - 1958 - Olympiakos - 1959 - Olympiakos | - 1969 - Panathinaikos - 1973 - Olympiakos - 1975 - Olympiakos - 1977 - Panathinaikos - 1978 - AEK Atena - 1981 - Olympiakos - 1984 - Panathinaikos | - 1986 - Panathinaikos - 1991 - Panathinaikos - 1995 - Panathinaikos - 1999 - Olympiakos - 2004 - Panathinaikos - 2005 - Olympiakos - 2006 - Olympiakos | - 2008 - Olympiakos - 2009 - Olympiakos - 2010 - Panathinaikos - 2012 - Olympiakos - 2013 - Olympiakos - 2015 - Olympiakos - 2019 - PAOK | - 2020 - Olympiakos - 2023 - AEK Atena - 2025 - Olympiakos |

| Club          | Event-uri |
| ------------- | --------- |
| Olympiakos    | 19        |
| Panathinaikos | 8         |
| AEK           | 3         |
| PAOK          | 1         |